# Pogonocherus arizonicus
Pogonocherus arizonicus är en skalbaggsart som beskrevs av Schaeffer 1908. Pogonocherus arizonicus ingår i släktet Pogonocherus och familjen långhorningar. Inga underarter finns listade i Catalogue of Life.